# Валя-Маре (Валя-Лунге, Димбовіца)
Валя-Маре (рум. Valea Mare) — село у повіті Димбовіца в Румунії. Входить до складу комуни Валя-Лунге.
Село розташоване на відстані 79 км на північний захід від Бухареста, 19 км на північний схід від Тирговіште, 66 км на південь від Брашова.

## Населення
За даними перепису населення 2002 року у селі проживала 551 особа, усі — румуни. Рідною мовою 550 осіб (99,8%) назвали румунську.